# Sky Itália
Sky Italia S.r.l, ou apenas Sky, é uma plataforma italiana de televisão digital por satélite de propriedade da Sky Group. É semelhante em muitos aspectos à Sky UK no Reino Unido e à Sky Ireland na Irlanda, onde todas são propriedades da Comcast. A Sky Italia é conhecida por ser uma grande emissora de esportes e sua sede fica em Milão. A Sky Italia também transmite três canais terrestres digitais FTA nacionais: TV8, Cielo e Sky TG24.Os serviços de TV paga na plataforma de satélite Sky Italia são transmitidos nos satélites Hot Bird a 13,0°E e são criptografados no NDS VideoGuard.

## História
Em dezembro de 1998, a News Corporation tentou adquirir a Stream, uma das principais empresas de TV paga na Itália, mas o acordo preliminar foi adiado devido a problemas com direitos de competições de futebol. Em abril de 1999, a News Corporation comprou 35% da Stream e, em 2002, adquiriu também a rival Telepiù. Em março de 2003, a fusão das duas empresas, autorizada pela Comissão Europeia, deu origem à Sky Italia, que iniciou suas transmissões em 31 de julho. A nova plataforma incorporou muitos canais das empresas anteriores, incluindo Discovery Channel, National Geographic, Cartoon Network, Disney Channel, MTV, CNN e Eurosport. Novos canais também foram adicionados, como Fox, History, diversos canais da Sky Cinema e Sky Sports, Sky TG24, e MTV Hits. Em 27 de abril de 2004, a Sky anunciou a transição do sistema de codificação SECA para NDS, gerenciado pela News Corporation, com o antigo sistema sendo descontinuado gradualmente. Novos canais como Fox Life, Sky Meteo 24, Nickelodeon e Paramount Comedy foram adicionados em 2004. Em 24 de novembro de 2004, a Sky alcançou 3 milhões de assinantes.
Em 2010, a Sky renovou sua imagem gráfica e foi autorizada a competir por frequências digitais terrestres, desde que transmitisse apenas canais abertos. Manga, um canal dedicado a anime, foi lançado, e várias novas versões HD de canais Sky Cinema foram introduzidas. A transmissão em 3D começou com Sky Sport 3D em outubro e Sky Cinema 3D em dezembro. A Sky adquiriu os direitos de transmissão da Fórmula 1 até 2022, lançando o canal Sky Sport F1 em 2013. 
Após a divisão da News Corporation em duas em 28 de junho de 2013, para criar duas empresas separadas, a 21st Century Fox (renomeada News Corporation) e a empresa spin-off New News Corp, a participação de 100% detida pela News Corporation na Sky Italia foi contratado pela renomeada 21st Century Fox. Após especulações da mídia, em 12 de maio de 2014, a empresa irmã da Sky Italia, BSkyB, confirmou que estava em negociações com seu maior acionista, a 21st Century Fox, sobre a aquisição da participação de 57,4% da 21st Century Fox na Sky Deutschland e de sua participação de 100% na Sky Italia. A empresa ampliada provavelmente se chamará "Sky Europe" e consolidará os ativos europeus de TV digital da 21st Century Fox em uma única empresa. A venda foi anunciada em 25 de julho de 2014, que estava sujeita à aprovação regulatória e dos acionistas. A aquisição foi concluída em 13 de novembro.
Em 30 de junho de 2016, havia mais de quatro milhões de assinantes e no ano fiscal de 2015-2016 a Sky obteve receitas de 2,790 mil milhões de euros, com um lucro operacional de 67 milhões e um ARPU de 42 euros por assinante. No terceiro trimestre do ano fiscal de 2016-2017, a Sky Italia viu o lucro operacional crescer 237%, para 106 milhões de euros, registando um crescimento de receitas de 7%, para 2,145 mil milhões de euros. Nos últimos 6 meses de 2016, a Sky Italia aumentou as suas receitas publicitárias em 14% em comparação com o ano anterior.

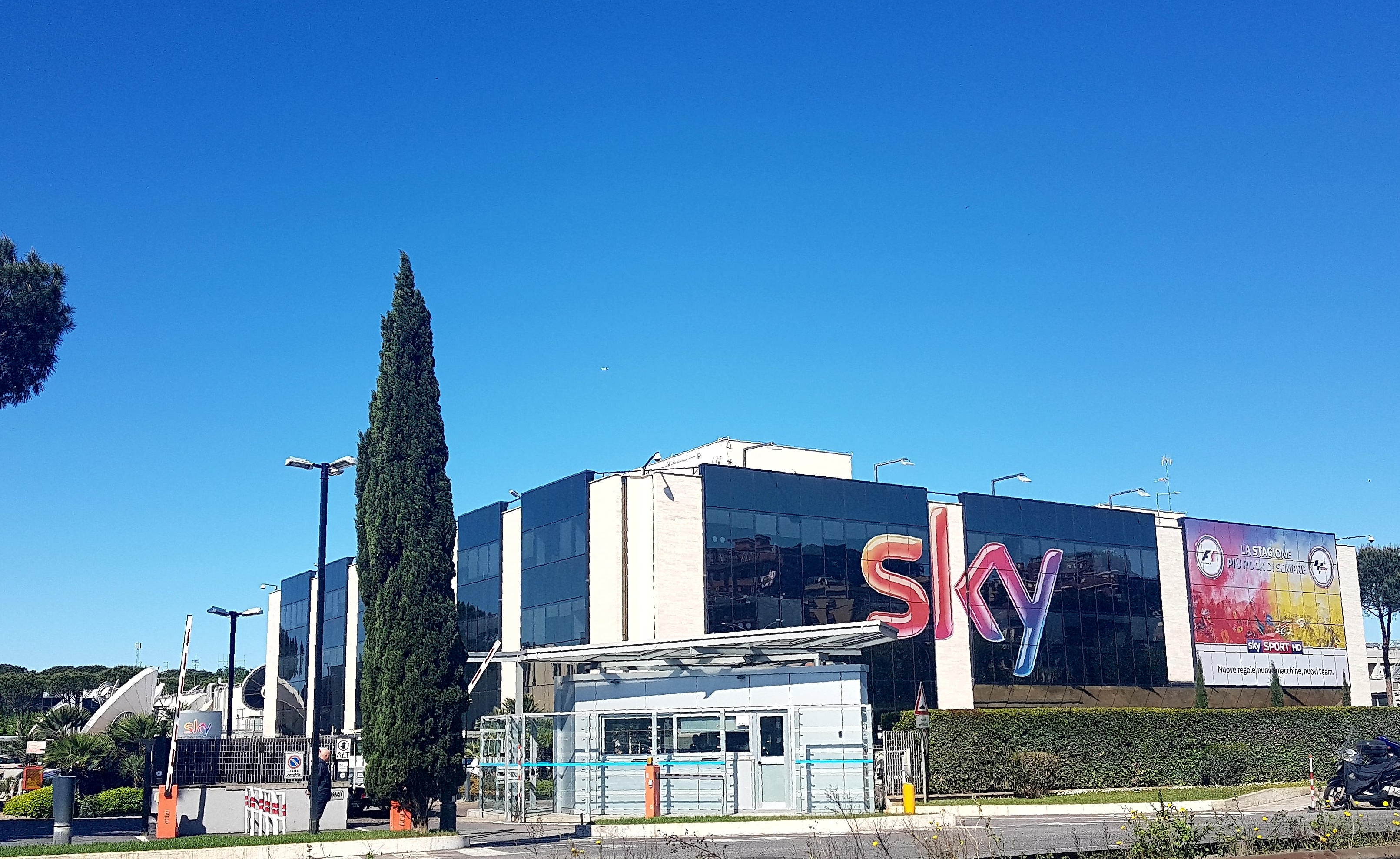
Uma sede da Sky Itália em Roma.

Em fevereiro de 2019, a Paramount Network, Spike e VH1 foram adicionados. Houve uma reorganização dos canais Premium Cinema, e Paramount Network passou a ser apenas em HD. Sky Music e Mosaico Bambini fecharam em agosto e setembro, respectivamente, e SuperTennis saiu da plataforma. Em setembro, as versões em definição padrão de canais não publicados pela Sky foram descontinuadas, permanecendo apenas em HD. Nove interromperam as transmissões em SD em dezembro, e alguns timeshifts também encerraram suas transmissões. A TV2000 e Horse TV ajustaram suas transmissões, e Class TV Moda encerrou suas transmissões na plataforma.
Em 31 de julho de 2023, a Sky comemorou seus primeiros 20 anos de transmissão na Itália e em 1 de agosto de 2023, devido a uma falha na renovação do contrato, a Blaze encerrou suas transmissões, mas seus conteúdos permanecem sob demanda na plataforma e no NOW e são parcialmente transmitido pela History. Em 30 de agosto de 2023, a Sky, por meio de sua marca NOW, torna-se patrocinadora titular do campeonato de futebol da Série C para as temporadas 2023/24 e 2024/25; em 12 de outubro de 2023, foi anunciado o nascimento do canal Sky Crime, criado em colaboração com a A+E Networks Italia, que ocorreu no dia 1 de novembro seguinte. Os temas abordados na rede, um legado da Crime & Investigation, vão desde investigações dos mais famosos casos de crimes italianos e internacionais, até as biografias dos mais brutais assassinos em série, casos arquivados, crimes cibernéticos, o lado negro das celebridades.

## Tecnologias e serviços
Sky Itália prevê assinatura baseada nos comerciais de televisão, a TV paga mais ampla e rica em conteúdos para o mercado televisivo italiano. Em março de 2009 o número de assinantes chegou a 4800. A plataforma inclui mais de 185 canais digitais e pay per view em um horário definido para toda a família, além de 37 canais temáticos de áudio e rádio digital. Desde o lançamento da empresa, a oferta que a Sky está oferecendo aos seus assinantes tem crescido constantemente enriquecida por mais de 60 novos canais. A oferta inclui muitos canais da Sky como cinema, esportes, entretenimento, notícias, documentários, viagens e música, bem como canais dedicados especificamente às crianças e adolescentes.

### Principais serviços

#### Sky Box
Sky Box foi o primeiro decodificador para utilização dos canais da plataforma, disponível em 2 versões:

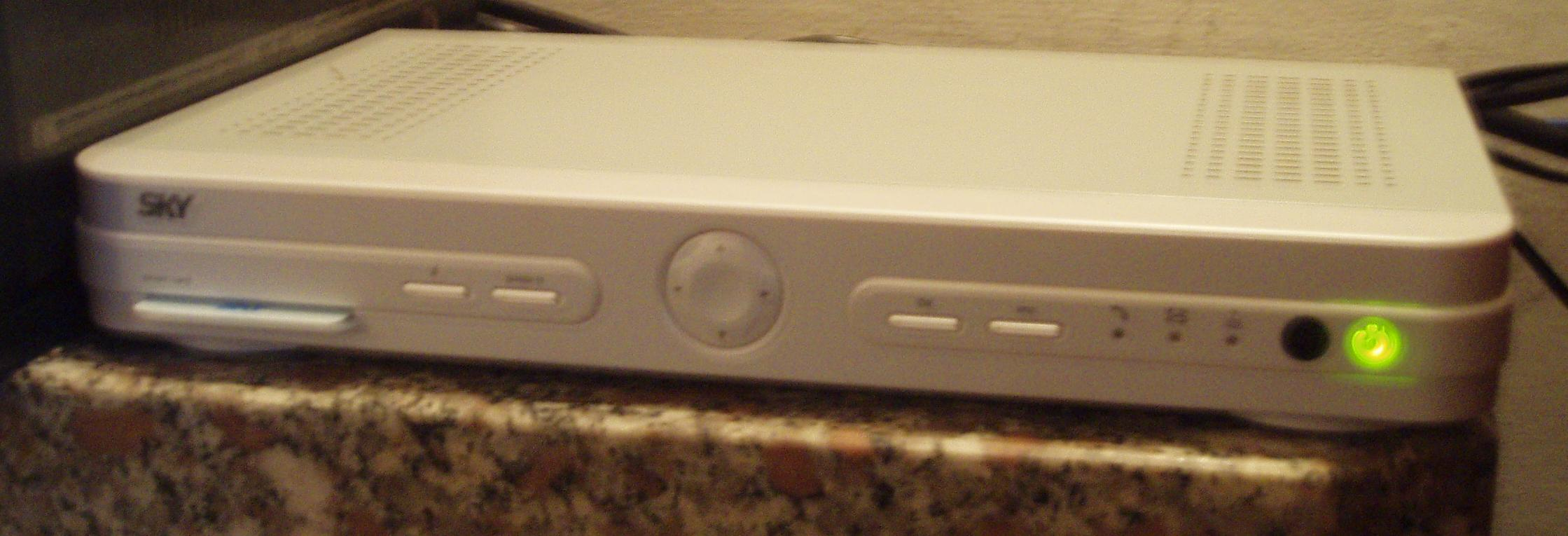
Sky Box (Amstrad)

- Sky Box, equipada com um leitor de cartão inteligente integrado com sistema NDS , introduzida em 2003 para substituir o decodificador Sky produzido pela Italtel e os anteriores Streambox e Goldbox usados respectivamente pela Stream TV e TELE+ Digitale. Foi desativado em junho de 2020.

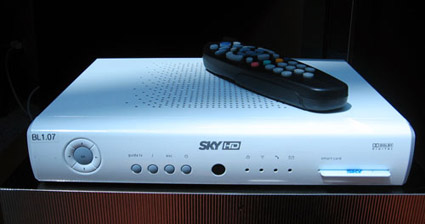
Sky Box HD (Pace)

- Sky Box HD, que além dos recursos do Sky Box, suportava os formatos 720p e 1080i e possuía saída HDMI para visualização de canais em alta definição. O suporte Dolby Digital é introduzido. Descontinuado junto com o modelo principal em junho de 2020.

#### My Sky
My Sky era um decodificador que integrava a função de gravador de vídeo pessoal (PVR), disponível em 3 versões
- My Sky, lançado em 22 de novembro de 2005, era o modelo principal, contando com memória interna para gravações. Foi desativado em junho de 2020.

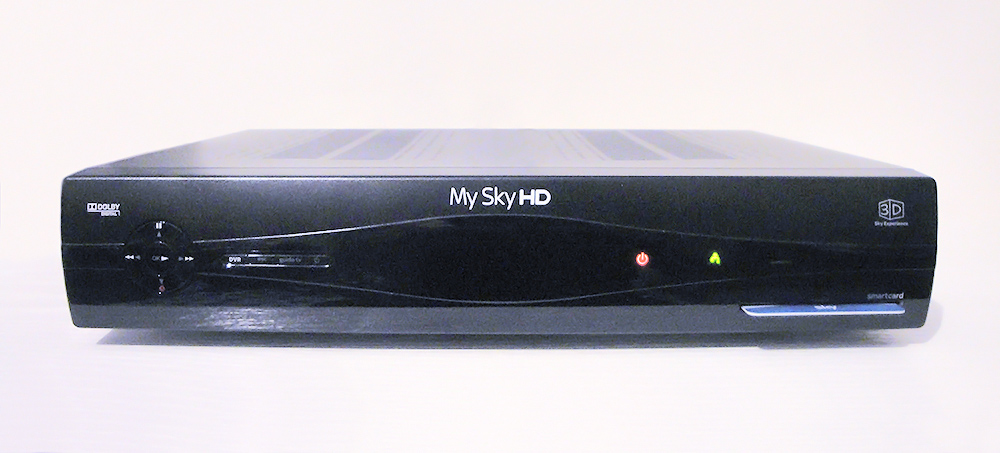
My Sky HD (Amstrad)

- My Sky HD, lançado em 26 de maio de 2008, possui as mesmas funcionalidades do My Sky original, mas além disso tinha um disco rígido maior e a capacidade de assistir e gravar programas em alta definição . Descontinuado em junho de 2020 junto com o modelo principal.
- My Sky HD Wi-Fi, lançado em 3 de novembro de 2014, tinha as mesmas funcionalidades do My Sky HD e, além disso, um sintonizador DVB-T, para recepção de canais digitais terrestres abertos, e um módulo Wi-Fi, para conectar o decodificador à Internet, mesmo sem fio. A partir de 2 de julho de 2018 foi descontinuado e substituído por Sky Q Platinum e Sky Q Black. A partir de 24 de setembro de 2019 também foi descontinuado para a plataforma Fiber e substituído pelo Sky Q sem antena parabólica.

#### Sky Q
Sky Q é um set-top box de última geração disponível em 3 versões:

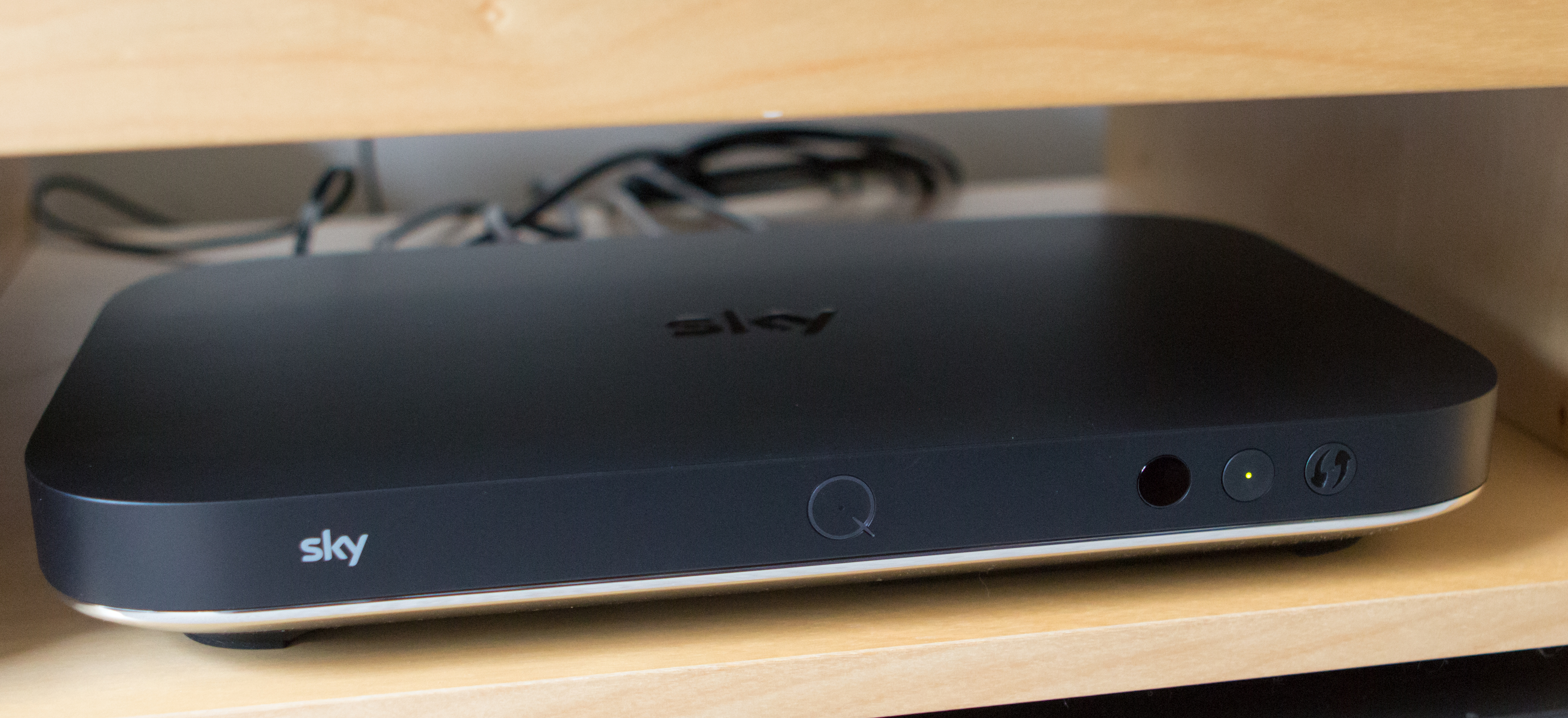
Sky Q Platinum

- Sky Q Platinum: lançado em 29 de novembro de 2017, é um descodificador de última geração ao qual estão associados descodificadores secundários: o Sky Q Mini.[15]  As principais características do Sky Q Platinum são a possibilidade de assistir programas em 4K HDR, conectando a caixa principal (Sky Q Platinum) ao restante dos televisores através das caixas secundárias (Sky Q Mini) sem cabos de satélite, mas via Wi-Fi ou LAN, além de uma interface gráfica totalmente renovada e um disco rígido de 1 TB.

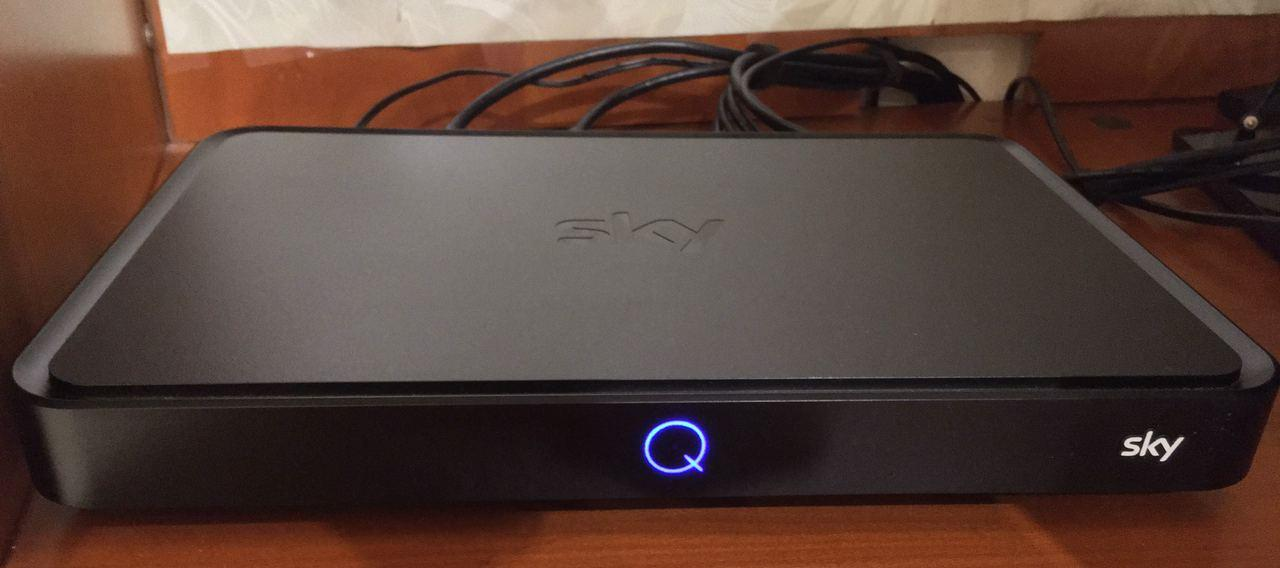
Sky Q Black

- Sky Q Black (ou My Sky HD Humax): lançado em 2 de julho de 2018, é o decodificador que pode ser usado em apenas uma TV em casa. Ao contrário de seu irmão mais velho, ele não pode aproveitar as vantagens das caixas secundárias Q Mini, mas pode aproveitar a visualização de programas em 4K HDR.
- Sky Q sem antena parabólica: lançado em 24 de setembro de 2019 para substituir o My Sky Via Fibra, é gêmeo do Sky Q Black, com a única diferença de que não requer conexão com antena parabólica para assistir aos canais. Comparado ao Q Black, ele perde a capacidade de assistir programas ao vivo e sob demanda em 4K HDR. Em 31 de agosto de 2021 foi descontinuado e substituído pelo Sky Q via internet.[16]
- Sky Q via internet: lançado em 1º de setembro de 2021, é uma versão revisitada do Sky Q anterior sem antena parabólica, mas sem disco rígido interno e, portanto, não habilitado para gravação de programas e funções PVR ao vivo.[17]  Para garantir a fluidez da visualização dos programas desportivos, nomeadamente dos programas em direto, a Sky oferece a visualização dos canais Sky Sport Uno HD e Sky Sport Calcio HD também através da utilização do digital terrestre.

#### Sky Glass
Foi lançado em 15 de setembro de 2022. É uma TV com decodificador Sky e barra de som integrados em um único aparelho. Está disponível em cinco cores (preto, branco, rosa, verde e azul) e três tamanhos (43", 55" e 65"). Sky Glass é a primeira televisão do mundo com certificação CarbonNeutral pela Climate Impact Partners. 

## Canais
A oferta televisiva da Sky é composta por 90 canais temáticos, divididos em pacotes. Além desses, há 10 canais pay-per-view de programação adulta e 9 canais opcionais com assinatura à parte.

#### Entretenimento
| - Sky TG24 - Sky Uno - Sky Uno +1 - Sky Atlantic - Sky Atlantic +1 - Sky Serie - Sky Serie +1 - Sky Investigation - Sky Investigation +1 - Sky Crime - Sky Crime +1 - History - History +1 - Sky Documentaries - Sky Documentaries +1 - Sky Nature - Sky Arte - Sky Arte +1 - Comedy Central - Comedy +1 - MTV - MTV Music - Gambero Rosso - Classica | - Sky Sport 24 - Sky Sport Uno - Sky Sport Calcio - Sky Sport Tennis - Sky Sport Arena - Sky Sport Max - Sky Sport Golf - Sky Sport F1 - Sky Sport MotoGP - Sky Sport NBA - Eurosport 1 - Eurosport 2 - Sky Sport 4K - Lazio Style Channel - Sky Sport Info - Sky Sport (canais 251 a 259) - Milan TV - Inter TV - Caccia e Pesca - Zona DAZN e Zona DAZN 2 |

#### Cinema
| - Sky Cinema Uno - Sky Cinema Due - Sky Cinema Collection - Sky Cinema Family - Sky Cinema Action - Sky Cinema Suspense - Sky Cinema Romance - Sky Cinema Drama - Sky Cinema Comedy - Sky Cinema Uno +24 - Sky Cinema Due +24 | - Sky Art - Sky Arte +1 - Sky Documentaries - Sky Documentaries +1 - Sky Nature - Sky Crime - Sky Crime +1 - Discovery Channel - Discovery +1 - History - History +1 - Gambero Rosso |

| - Sky TG24 - Sky TG24 Primo Piano - Sky Meteo 24 - Sky Sport 24 - Class CNBC - Sky News - Fox News - CNN - Fox Business | - DeAKids - DeAKids +1 - Nick Jr. - Nick Jr +1 - Nickelodeon - Nickelodeon +1 - Cartoon Network - Cartoon +1 - Boomerang - DeA Junior - MTV Music |

## Logotipos

Logotipos da Sky Italia desde 2003:
31 de julho de 2003 – 3 de setembro de 2006
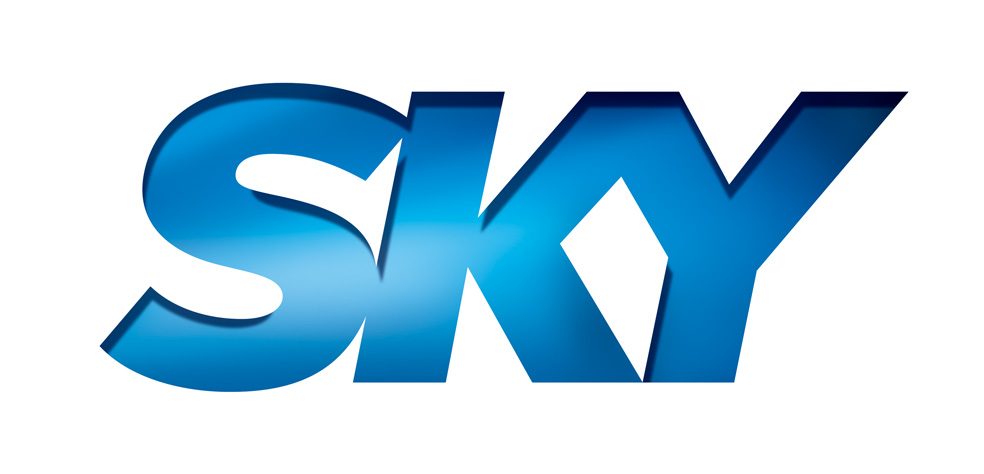
4 de setembro de 2006 – 27 de junho de 2010